# Lukula
Lukula es una ciudad y un territorio de la Provincia de Congo Central, en la República Democrática del Congo. Se encuentra en la carretera y además desusada Línea Mayumbe entre Boma, por el sur, y Tshela, por el norte, a la orilla sur del río Lakula. Lukula se encuentra a una altitud de 646 pies (196 m) sobre el nivel del mar. La actividad económica incluye la producción de cemento, utilizando caliza y la tala comercial.